# زوفای بزرگ کوسیک
زوفای بزرگ کوسیک (نام علمی: Agastache cusickii) نام یک گونه از خانواده نعنائیان است.